# Jindřich VI. Berengar
Jindřich VI. Berengar (†1150) byl nejstarším legitimním synem římskoněmeckého krále Konráda III. z rodu Štaufů. Jeho matkou byla Gertruda ze Sulzbachu, dcera hraběte Berengara I.
Otec jej nechal 30. března 1147 v Cáchách korunovat. V dopise byzantskému císaři Manuelovi I. Komnenovi a jeho manželce, Jindřichově tetě z matčiny strany, byl prohlášen vítězným velitelem bitvy u Flochbergu (1150) nad Welfem VI. a Welfem VII. Mladý král zemřel dva roky před svým otcem a byl pohřben v klášteře Lorch.